# Gedenksteen Kneppelfreed
De Gedenksteen Kneppelfreed is een gedenkteken voor Kneppelfreed in de Friese hoofdstad Leeuwarden.
In 2001 werd tijdens de vijftigste verjaardag van Kneppelfreed (vrijdag 16 november 1951) een belofte gedaan om voor deze taalstrijd een monument op te richten. Een ontwerp van kunstenaar Ids Willemsma dat aan de muur van het Paleis van Justitie zou komen werd afgewezen. Een jaar later kwam er een gedenksteen bij het Paleis van Justitie op de hoek van het Wilhelminaplein en het Ruiterskwartier. De zerk werd op vrijdag 15 november 2002 onthuld, 51 jaar na Kneppelfreed. Aanwezig waren oud-veearts Sjirk van den Burg, voormalig officier van Justitie Harm Kuipers en de Ried fan de Fryske Beweging. 
Op de steen staat een strofe uit het gedicht Frysk bloed tsjoch op van Fedde Schurer. Hij schreef op 19 oktober 1951 in de Heerenveense Koerier onder de titel De laatste man van de Zwarte Hoop? een artikel naar aanleiding van een rechtszaak tegen de Fries sprekende dierenarts Van den Burg. Daarop moest hij zelf terechtstaan ter zake van belediging van de magistratuur.
Op de gedenksteen staat aan de rechterzijde: Kneppelfreed 16 novimber 1951.  Het gedicht op de steen luidt:
| Tekst gedenksteen | Vertaling |
| --- | --- |
| Lit dan krûpe dat net gean doar, Lit dan bûge dat net stean doar - Dy’t gjin krûpen learde giet, Dy’t fan bûgjen frjemd bleau stiet, Heech it hert, heech de kop: Frysk bloed, tsjoch op! | Laat dan kruipen wat niet durft te gaan, Laat dan buigen wat niet durft te staan, Die geen kruipen leerde, gaat, Die niet buigen wilde, staat, Hoog het hart, hoog de kop! Fries bloed, bruis op! |

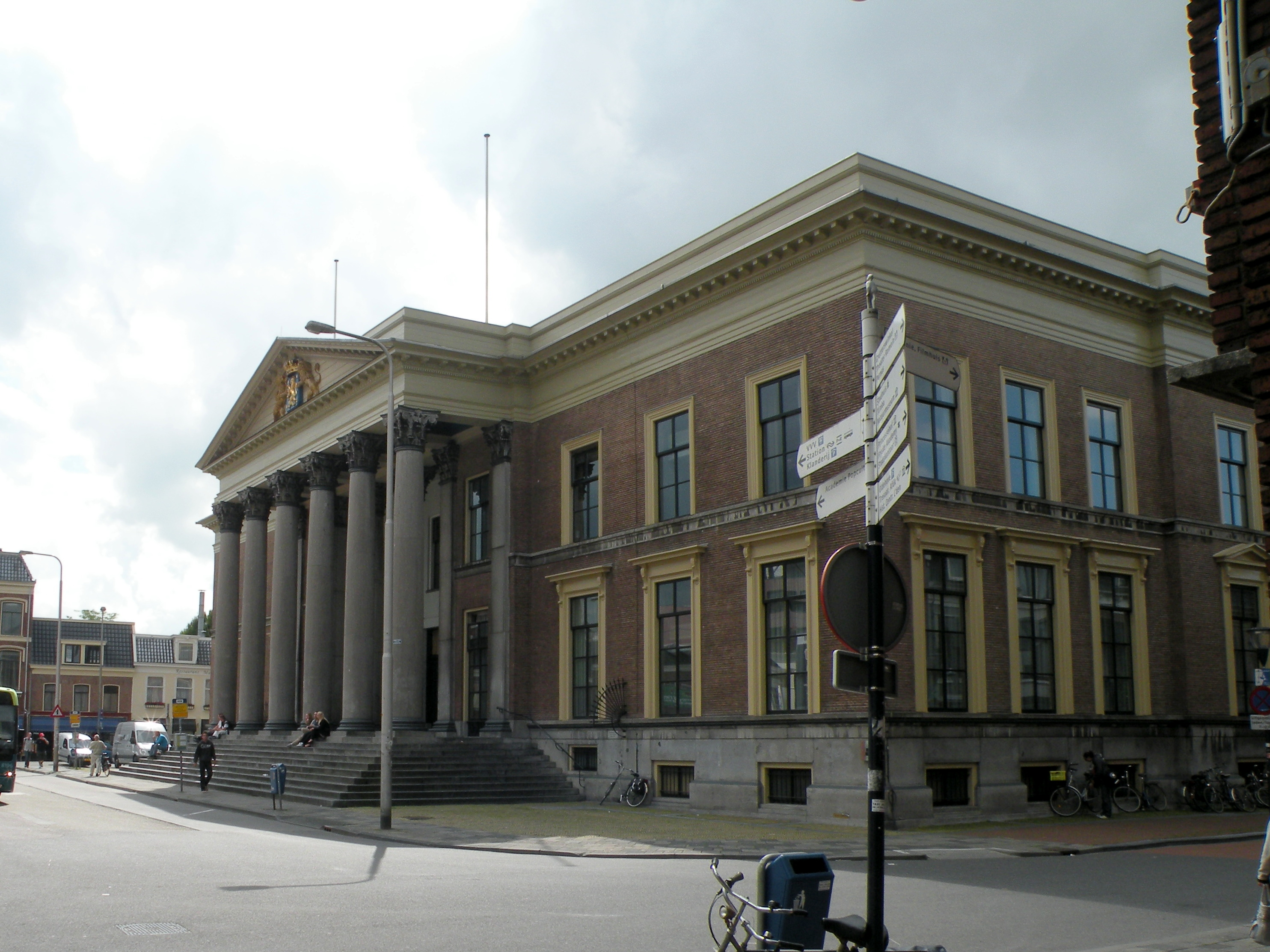
Noordoostzijde Paleis van Justitie